# Аттіла Цебе
Аттіла Цебе (угор. Czebe Attila нар. 26 грудня 1975, Будапешт) – угорський шахіст, гросмейстер від 2003 року.

## Шахова кар'єра
1995 року поділив 1-2-ге місце на чемпіонаті Угорщини серед юніорів до 20 років і представляв свою країну на зіграному в Холоні чемпіонаті Європи серед юніорів до 20 років. У 1997, 2002 і 2005 роках тричі виступив у складі національної збірної в турнірах за Кубок Мітропа, двічі (1997, 2002), вигравши бронзові медалі.
Неодноразово брав участь у проведених у Будапешті регулярних турнірах First Saturday, неодноразово досягаючи успіхів, зокрема, у роках: 1993 (1-ше місце, FS10 ЇМ-B), 1996 (1-ше місце FS12 ЇМ), 1997 (1-2-ге місце, FS06 ЇМ), 1998 (1-3-тє місце разом із зокрема, Ласло Вадасом, FS09 ЇМ-А), 1999 (двічі 1-ше місце, FS09 ЇМ-B і FS12 ЇМ-А), 2002 (1-2-ге місце, FS08 ЇМ-Б), 2005 (1-ше місце, FS06 GM і 1-2-ге місце разом з Златко Ілінчичем, FS09 GM), 2007 (2-ге місце Нгуєна Нгока Чионга Шона, FS09 GM), 2009 (1-ше місце, FS10 GM), 2010 (2-ге місце позаду Ласло Гонди, FS03 GM) і 2011 року (1-ше місце, FS11 GM).
Гросмейстерські норми виконав у командній першості Боснії і Герцеговини в Неумі (2001), а також на міжнародних турнірах у Мантоні (2002) та Бухаресті (2003, меморіал Віктора Чокитлі, 2-ге місце позаду Віорела Йордаческу).
Інші успіхи в особистому заліку:
- поділив 1-ше місце в Будапешті (1997, турнір Гонвед-B, разом з Чабою Хорватом),
- посів 1-ше місце в місті Сегед (1998),
- поділив 2-ге місце в Бадені (2000, позаду Йожефа Пінтера, разом із зокрема, Аліком Гершоном і Крістіною Аделою Фойшор),
- поділив 1-ше місце в Балатонлелле (2001, разом з Лайошом Шерешом),
- посів 1-ше місце в Калі (2002),
- поділив 1-ше місце в Залакароші (2002, разом із зокрема, Аттілою Гроспетером, Петером Хорватом і Адамом Хорватом),
- посів 2-ге місце в Балаге (2003, позаду Чіпр'яном-Костіке Нану),
- поділив 1-ше місце в Залакароші (2004, разом із зокрема, Костянтином Чернишовим, Йожефом Хорватом і Альбертом Бокрошом),
- поділив 1-ше місце в Базелі (2004, разом з Трайко Недевим, Чабою Балогом, Михайлом Стояновичем, Андрієм Зонтахом і Стефаном Джуричем),
- двічі поділив 1-ше місце в Харкані (2004 року, разом з Адамом Хорватом і Левенте Вайдою і 2007 року, разом з Віктором Ердьошом),
- поділив 1-ше місце в Цюриху (2008, разом з Фалько Біндріхом, Імре Херою, Владіміром Георгієвим, Янніком Пеллетьє і Петером Прохаскою),
- поділив 1-ше місце в Сомбатгеї (2010, разом з Дьюлою Папом),
- поділив 1-ше місце в Балатонфольдварі (2010, разом з Шандором Відекі),
- посів 1-ше місце в Пакші (2011, open).

Найвищий рейтинг Ело в кар'єрі мав станом на 1 липня 2011 року, досягнувши 2526 очок займав тоді 26-те місце серед угорських шахістів.

## Зміни рейтингу
| На цьому місці має відображатися графік чи діаграма, однак з технічних причин його відображення наразі вимкнено. Будь ласка, не видаляйте код, який викликає це повідомлення. Розробники вже працюють для того, щоби відновити штатне функціонування цього графіка або діаграми. | |
| | На цьому місці має відображатися графік чи діаграма, однак з технічних причин його відображення наразі вимкнено. Будь ласка, не видаляйте код, який викликає це повідомлення. Розробники вже працюють для того, щоби відновити штатне функціонування цього графіка або діаграми. |